# Nikołajewskaja (obwód rostowski)
Nikołajewskaja (ros. Николаевская) – stanica w Rosji, w obwodzie rostowskim, w rejonie konstantinowskim. W 2010 liczyła 3218 mieszkańców.